# Андрій Костянтинович
Андрій Костянтинович (рос. Андрей Константинович; 1329/1323 —1365) — 2-й великий князь Нижньогородсько-Суздальський у 1355—1365 роках.

## Життєпис
Старший син Костянтина Васильовича, великого князя Нижньогородсько-Суздальського, та його першої дружини Анни (доньки Василя, князя Феодора або Василя Палеолога) або від другої — Олени. Народився між 1320 і 1323 роками в Суздалі.
1355 року після смерті батька спадкував владу. Надав братам Дмитру і Борису Суздальське і Городецьке князівства відповідно. Проводив доволі обережну політику, відмовившись від амбіцій батька. Тому, коли в Золотій Орді 1359 року почалася Велика зам'ятня, не скористався нею. 1360 року відкинув пропозицію Хизр-хана стати новим великим князем Володимирським. Тоді ярлик на нього отримав брат Андрія — Дмитро.
У 1363 році Андрій Костянтинович віддав фактичне управління князівством у молодшому братові Борису. У 1364 році Нижньогородське велике князівство потерпало через голод, викликаний страшною посухою. Андрій Костянтинович вирішив, що це знак, і постригся в ченці. Помер 2 червня 1365 року.

## Родина
Дружина — Анастасія Іванівна, донька тверського боярина.
Дітей не було.